# NGC 6719
NGC 6719 este o galaxie situată în constelația Păunul. A fost descoperită în 23 iunie 1835 de către John Herschel.